# بحجم حبة عنب
بحجم حبة عنب رواية للروائية المصرية منى الشيمي. صدرت الرواية لأوّل مرة عام 2014 عن دار الحضارة للطباعة والنشر والتوزيع في القاهرة. ودخلت في القائمة الطويلة للجائزة العالمية للرواية العربية لعام 2015، المعروفة باسم «جائزة بوكر العربية».

## حول الرواية
تروي الكاتبة المصرية «منى الشيمي» في هذه الرواية حكاية الزمان هو شهر رمضان الذي يوافق يوليو وأغسطس عام 2012، والمكان هو المركز الطبي العالمي بالقاهرة، والحدث هو اكتشاف ورم «بحجم حبة عنب» في دماغ «زياد» ذي الخمسة عشر عامًا، الابن الأصغر للبطلة، ورحلة علاجه في «المركز الطبي العالمي»، الذي يتصادف نقل الرئيس الأسبق حسني مبارك إليه، بقرار من قاضي المحكمة التي يحاكم فيها. هذا الحدث، إذ يهزّ البطلة فإنه يدفعها إلى مراجعة كل حياتها. تصف الرواية وضع المرأة المقموعة وبنفس الوقت المقاومة ضمن مجتمع ذكوري، بغية استرجاع نفسها وكيننونتها.